# Typikon
Il typikon (in greco τυπικόν?, plurale τυπικα, typika), nella Chiesa ortodossa ed in quelle cattoliche orientali, indica l'ordinamento dato ad un monastero dal suo fondatore, sia esso un padre spirituale (come Teodoro Studita) o l'autorità civile (come l'imperatore Giovanni II Comneno). Appaiono soprattutto a partire dal X secolo, quasi esclusivamente nell'impero bizantino.
Il termine typikon è usato oggi nelle Chiese ortodosse anche per indicare i libri canonici che contengono la dichiarazione sullo stato giuridico del monastero e delle sue immunità, le norme circa il governo, il noviziato, la professione, l'amministrazione dei beni, il numero dei monaci, la vita comune, i voti, la clausura.
Infine, il termine è usato per indicare i libri che contengono per ogni giorno i testi delle celebrazioni liturgiche e le indicazioni su come devono svolgersi.